# 7253 Нара
7253 Нара (7253 Nara) — астероїд головного поясу, відкритий 13 лютого 1993 року.
Тіссеранів параметр щодо Юпітера — 3,192.
Названо на честь Нара (яп. なら(奈良) нара)